# LEN Euro Cup 2022-2023
La LEN Euro Cup 2022-2023 è stata la 31ª edizione del secondo torneo europeo di pallanuoto per squadre di club.
La competizione è iniziata il 13 ottobre 2022 e si è conclusa il 29 aprile 2023. La squadra vincitrice è il Vasas, che ha sconfitto in finale il Savona.